# 이한빈 (축구 선수)
이한빈(李韓彬, 2003년 2월 7일 ~ )는 대한민국의 축구 선수로, 포지션은 센터백이다.